# 238

## Naixements
- Emperadriu Yang Yan, primera dona de l'Emperador Wu de Jin
- Wen Yang, general militar de Cao Wei

## Necrològiques
- 12 d'abril - emperadors romans Gordià I (suïcidi) i Gordià II (mort en batalla)
- 24 de juny - Maximí el Traci, emperador romà
- Màxim Cèsar, emperador romà
- 29 de juliol - Pupiè i Balbí, emperadors romans
- Gongsun Yuan - senyor de la guerra de Cao Wei
- Lun Zhi - general militar de Cao Wei
- Jia Fan - general militar de Cao Wei
- Khosrov I d'Armènia, rei d'Armènia